# Von (álbum)
Von fue el primer disco publicado por Sigur Rós en Islandia bajo el Sello Smekkleysa (Bad Taste), aclamado por la crítica como “Un soplo de aire fresco dentro en la cultura del rock islandés”, si bien es cierto este disco no tuvo un éxito comercial es considerado como “Un álbum revolucionario y excepcional” (en su primer año de ventas apenas logró vender 313 copias).
Su proceso de grabación fue bastante largo (3 años), el disco terminó sonando bastante diferente de lo que originalmente se esperaba, por lo que se consideró la regrabación del mismo, pero al final no se hizo debido al retraso que esto supondría.
La canción Von da el nombre al término Vonlenska (Hopelandic). Por último el tema Rukrym es el mismo tema Myrkur solo que tocado al revés. 
El disco fue relanzado para Estados Unidos en octubre de 1997, y para el Reino Unido en septiembre del mismo año.

## Listado de temas
| N.º | Título                                                                           | Duración |  |
| 1.  | «Sigur Rós» (Rosa de la Victoria)                                                | 9:46     |  |
| 2.  | «Dögun» (Amanecer)                                                               | 5:50     |  |
| 3.  | «Hún jörð» (Madre Tierra)                                                        | 7:17     |  |
| 4.  | «Leit að lífi» (Buscando la vida)                                                | 2:33     |  |
| 5.  | «Myrkur» (Oscuridad)                                                             | 6:14     |  |
| 6.  | «18 sekúndur fyrir sólarupprás» (18 Segundos antes del amanecer)                 | 0:18     |  |
| 7.  | «Hafssól» (Sol de Mar)                                                           | 12:24    |  |
| 8.  | «Veröld ný og óð» (Un mundo, nuevo y loco)                                       | 3:29     |  |
| 9.  | «Von» (Esperanza)                                                                | 5:12     |  |
| 10. | «Mistur» (Niebla)                                                                | 2:16     |  |
| 11. | «Syndir Guðs (opinberun frelsarans)» (Pecados de Dios (Revelación del Salvador)) | 7:40     |  |
| 12. | «Rukrym» (Oscuridad (Tema reproducido al revés))                                 | 8:59     |  |

- Datos: Q1149770